# Luigi Mozzani
Luigi Mozzani   (Faenza, 9 de març de 1869 - Rovereto, 12 d'agost de 1943) va ser un guitarrista, llaütista, compositor i luthier italià.

## Biografia
Mozzani va néixer d'una família modesta d'Ancona. Els seus pares treballaven com a sabaters i teixidors. Va rebre lliçons de trompeta d'un veí. Més tard va tocar el clarinet a l'orquestra local. Per interès, es va canviar a guitarra. Per raons econòmiques, però, va estudiar oboè al conservatori de Bolonya fins al 1891. Els anys següents va tocar a Àfrica, Àsia i Europa. De 1894 a 1896 va ser oboista amb la New York Philharmonic sota la direcció d'Arturo Toscanini. El 1896 va publicar el “Mètode Mozzani”, resumit a Estudis per a guitarra. Al tombant de segle va viure a París, on va conèixer Miguel Llobet (el seu mestre), Alfred Cottin i Lucien Gélas. Allà va compondre les seves primeres composicions (va rebre un premi de composició el 1906) i va començar el seu torn a la construcció de guitarra. De nou a Itàlia, es van crear diversos models de guitarres que, contràriament a la construcció tradicional, tenien un pont (instrument de corda de dues parts. Paral·lelament va fer concerts a França, Alemanya, Àustria i Gran Bretanya. Va tenir estades més llargues a Munic (pernocta amb Fritz Buek) i a Viena, on va entrar en contacte amb l'arpa de guitarra, amb la qual també va aprendre els instruments corresponents (també com a Lyragitarre o Halblyragitarre) , tal com descriu el guitarrista Reginald Smith Brindle i Blas Sanchezes juguen, construeixen. A Cento (Emilia-Romagna), va fer guitarres de viatge i va fundar l'"escola italiana de llaüts Luigi Mozzani", que després va ser traslladada a Bolonya i tancada pels feixistes italians el 1934. El 1942 la va reobrir a Rovereto. Després de la seva mort, va ser continuat per la seva vídua fins al 1947. Entre els seus estudiants hi havia Jakob Ortner i Romolo Ferrari.

## Enregistraments
L'any 1939, Luigi Mozzani va gravar tres discos (78 rpm) al segell La Voce del Padrone amb els següents treballs
- Pain de Mozzani (La veu del mestre; GW 1753 A)
- Carmela, Sorrento Melody de De Curtis - Mozzani (La veu del mestre; GW 1753 B)
- Danza Espanyola n. 5 de Granados (La veu del mestre; GW 1754 A)
- Granada d'Albeniz (La veu del mestre; GW 1754 B)
- Andante de Haydn - Tarrega (La veu del mestre; GW 1773 A)
- Tema i variacions de Mozart - Sor (La veu del mestre; GW 1773 B)
- Dream von Schumann - Mozzani (La veu del mestre; GW 1774 A)
- La Molinara von Paisiello - Mozzani (La veu del mestre; GW 1774B)